# كلاوس ينسن
كلاوس ينسن (بالدنماركية: Claus Jensen)‏ (مواليد 29 أبريل 1977) هو لاعب كرة قدم. يلعب مع منتخب الدنمارك لكرة القدم. سبق له أن لعب في كأس العالم لكرة القدم مع منتخب بلاده.

## روابط خارجية
- كلاوس ينسن على موقع الاتحاد الدولي (مؤرشف)  (الإنجليزية)
- كلاوس ينسن على موقع الاتحاد الأوربي (الإنجليزية)
- كلاوس ينسن على موقع قاعدة بيانات كرة القدم.إي يو (الإنجليزية)
- كلاوس ينسن على موقع ناشيونال فوتبول تيمز (الإنجليزية)
- كلاوس ينسن على موقع Soccerbase.com (لاعب) (الإنجليزية)
- كلاوس ينسن على موقع Soccerway.com (الإنجليزية)
- كلاوس ينسن على موقع عالم كرة القدم.نت (الإنجليزية)
- كلاوس ينسن على موقع كووورة